# Bunk Gardner
John Leon Guarnera, profesionalmente conocido como "Bunk" Gardner (nacido el 2 de mayo de 1933, Cleveland, Ohio, Estados Unidos) es un músico americano más notablemente conocido por tocar para Frank Zappa and The Mothers of Invention hasta que el grupo se disolvió en 1969. Toca instrumentos de viento y saxo tenor.
Gardner empezó a tocar música a la edad de siete años tomando lecciones de piano. Cuando era adolescente empezó a tocar el saxo tenor. En 1959 tocó en el álbum Themes from the Hip de Bud Wattles & his Orchestra. Más tarde tocó con Joanna & los Playboys en 1962. A finales de 1966 Gardner se había unido a Frank Zappa & The Mothers of Invention, tocando instrumentos de viento y saxo tenor. El éxito vino para The Mothers con álbumes en lo alto de las listas como Absolutely Free y We're Only in it for the Money. A finales de 1968 su hermano Buzz Gardner se unió a The Mothers hasta que el grupo se separó un año más tarde. Gardner tocó con Menage A Trois con Buzz y John Balkin. Más tarde grabó con Geronimo Black and The Grandmothers.
En 1980, Gardner y algunos de los miembros de The Mothers of Invention se reunieron para formar The Grandmothers, grabando unos cuantos álbumes y reuniendose otra vez en 2002. Gardner ha realizado unos cuantos proyectos con Don Preston, un miembro de la banda de The Mothers, para hacer unos cuantos álbumes y giras juntos.
Gardner también toca la flauta, piccolo, clarinete bajo, clarinete grave, fagot, y saxofón grave y soprano.
Gardner y su mujer Bonnie se casaron en 1977 y tienen dos hijas. 
Don Preston sigue siendo un amigo muy cercano de los Garder.
En 2010 grabó su autobiografía (audiobook) "La Historia de Bunk Gardner" (presentando Don Preston), en Arthur Barrow's lotek studio, producido por Jon Larsen para Zonic Entertainment.

## Discografía

### Con Frank Zappa and the Mothers of Invention
- Absolutely Free
- We're Only in It for the Money
- Lumpy Gravy
- Cruising With Ruben & The Jets
- Uncle Meat
- Burnt Weeny Sandwich
- Weasels Ripped My Flesh
- You Can't Do That on Stage Anymore, Vol. 1
- You Can't Do That on Stage Anymore, Vol. 4
- You Can't Do That on Stage Anymore, Vol. 5
- Ahead of Their Time
- Mystery Disc
- Finer Moments
- Road Tapes Venue#1
- The Ark (BTB)
- Electric Aunt Jemima (BTB)
- Our Man in Nirvana (BTB).

### Con The Grandmothers
- The Grandmothers (1981)
- Fan Club Talk (1981)
- Lookin Up Granny's Dress (1983)
- A Mother of Anthology (1993)

### Con Geronimo Black
- Geronimo Black – Uni – 1972
- Welcome Back Geronimo Black – Helios – 1980.

### Publicaciones en solitario de Bunk Gardner
- It's All Bunk – Crossfire Productions 2007
- The Bunk Gardner Story – part one. Zonic Entertainment 2011
- The Bunk Gardner Story – part two. Zonic Entertainment 2011